# Nattawin Wattanagitiphat
Nattawin Wattanagitiphat (tiếng Thái: ณัฐวิญญ์ วัฒนกิติพัฒน์, phiên âm: Nát-tha-vin Vát-tha-na-kít-ti-bát, sinh ngày 24 tháng 2 năm 1994) còn có biệt danh là Apo (tiếng Thái: อาโป, phiên âm: A-bô) là một nam diễn viên và người mẫu Thái Lan. Anh trực thuộc Channel 3 từ năm 2014 đến năm 2019. Anh còn được biết đến trong bộ phim Sood Kaen Saen Ruk (2015).

## Tiểu sử và giáo dục
Nattawin Wattanagitiphat sinh ngày 24 tháng 2 năm 1994. Anh học tại Đại học Thammasat trước khi chuyển sang khoa nghệ thuật truyền thông tại Đại học Rangsit.

## Sự nghiệp
Vào năm 2014, Nattawin đã kí hợp đồng làm diễn viên với Channel 3 và được ra mắt trong bộ phim Sood Kaen Saen Ruk. Sau đó cùng năm, anh đóng trong bộ phim Luead Mungkorn, một bộ sê ri Thái lakorn bao gồm 5 bộ phim. Vào năm 2018, lakorn cuối cùng của anh với Channel 3 là Chart Suer Pun Mungkorn. Nattawin tạm ngưng 2 năm sau khi hợp đồng của anh hết hạn vào năm 2019.
Vào năm 2021, Nattawin trở lại với tư cách diễn viên tự do trong bộ phim sê ri BL Thái, KinnPorsche The Series, thủ vai chính Porsche. Series sẽ được phát sóng trên iQIYI.

## Cuộc sống cá nhân
Vào năm 2019, anh ấy đã xuất gia trong 1 tháng tại đền Somphanas.

## Điện ảnh

### Phim truyền hình
| Năm  | Tiêu đề                 | Vai trò                   | Ghi chú   | Kênh      |
| ---- | ----------------------- | ------------------------- | --------- | --------- |
| 2015 | Sood Kaen Saen Ruk      | Thana Thaweewattana       | Vai phụ   | Channel 3 |
| 2015 | Luead Mungkorn: Krating | Tang Cheng Yang (lúc trẻ) | Vai phụ   | Channel 3 |
| 2015 | Luead Mungkorn: Raed    | Tang Cheng Yang (lúc trẻ) | Vai phụ   | Channel 3 |
| 2015 | Luead Mungkorn: Hong    | Tang Cheng Yang (lúc trẻ) | Vai phụ   | Channel 3 |
| 2016 | Chaat Payak             | A Wurn                    | Vai phụ   | Channel 3 |
| 2016 | Pra Teap Rak Hang Jai   | Pong Khun Boon Jirakit    | Vai chính | Channel 3 |
| 2017 | Buang Banjathorn        | Sanpaeng                  | Vai phụ   | Channel 3 |
| 2018 | Kai Mook Mungkorn Fire  | Inspector Danthai         | Vai chính | Channel 3 |
| 2018 | Nak Soo Taywada         | (Cải trang thành Tay)     | Khách mời | Channel 3 |
| 2018 | Prakasit Kammathep      | Harin                     | Vai phụ   | Channel 3 |
| 2018 | Chart Suer Pun Mungkorn | Lim Heng Tiang / Ah-Tiang | Vai phụ   | Channel 3 |
| 2022 | KinnPorsche             | Porsche                   | Vai chính | iQIYI     |

### Chương trình
| Năm  | Tiêu đề                   | Vai trò   | Kênh                   | Tham khảo |
| ---- | ------------------------- | --------- | ---------------------- | --------- |
| 2015 | 3 Zaap (3 แซบ)            | Khách mời | Polyplus Entertainment | [ 9 ]     |
| 2016 | Lady konkrua (Lady ก้นครัว) | Khách mời | Lady ก้นครัว             | [ 10 ]    |
| 2016 | 3 Zaap (3 แซบ)            | Khách mời | Polyplus Entertainment | [ 11 ]    |
| 2016 | ปากว่ามือถึง                 | Khách mời | Channel 3              | [ 12 ]    |
| 2017 | ตลาดสดพระราม๔             | Khách mời | Polyplus Entertainment | [ 13 ]    |
| 2017 | Suek 12 Rasi (ศึก 12 ราศี)  | Khách mời | Polyplus Entertainment | [ 14 ]    |
| 2017 | At Ten (ตีสิบ)              | Khách mời | 2020 ENTERTAINMENT     | [ 15 ]    |
| 2021 | คุณพระช่วย                  | Khách mời | Workpoint TV           | [ 16 ]    |
| 2021 | GACHA GACHA ท้าอร่อย 2      | Khách mời | Amarin TV              | [ 17 ]    |
| 2022 | Sound Check               | Khách mời | One 31                 | [ 18 ]    |

## Danh sách đĩa nhạc
| Năm  | Bài hát                        | Ghi chú                   | Tham khảo |
| ---- | ------------------------------ | ------------------------- | --------- |
| 2016 | ถักทอด้วยหัวใจ (Acoustic Version) | Pra Teap Rak Hang Jai OST | [ 19 ]    |

## Chuyến lưu diễn
| Năm  | Sự kiện                                       | Ghi chú                 |
| ---- | --------------------------------------------- | ----------------------- |
| 2017 | LOVE IS IN THE AIR: Channel 3 Charity Concert | Với nghệ sĩ Channel 3   |
| 2022 | KinnPorscheWorldTour                          | Với nghệ sĩ KinnPorsche |